# Tulipan dziki
Tulipan dziki (Tulipa sylvestris L.) – gatunek rośliny wieloletniej z rodziny liliowatych.

## Rozmieszczenie i środowisko
Występuje w całej Europie i północnej Afryce oraz w Turcji. Populacje dziko rosnące zagrożone wyginięciem. Występuje również w Stanach Zjednoczonych i Kanadzie, gdzie został introdukowany.
Rośnie w lasach, zaroślach i winnicach.

## Morfologia i biologia

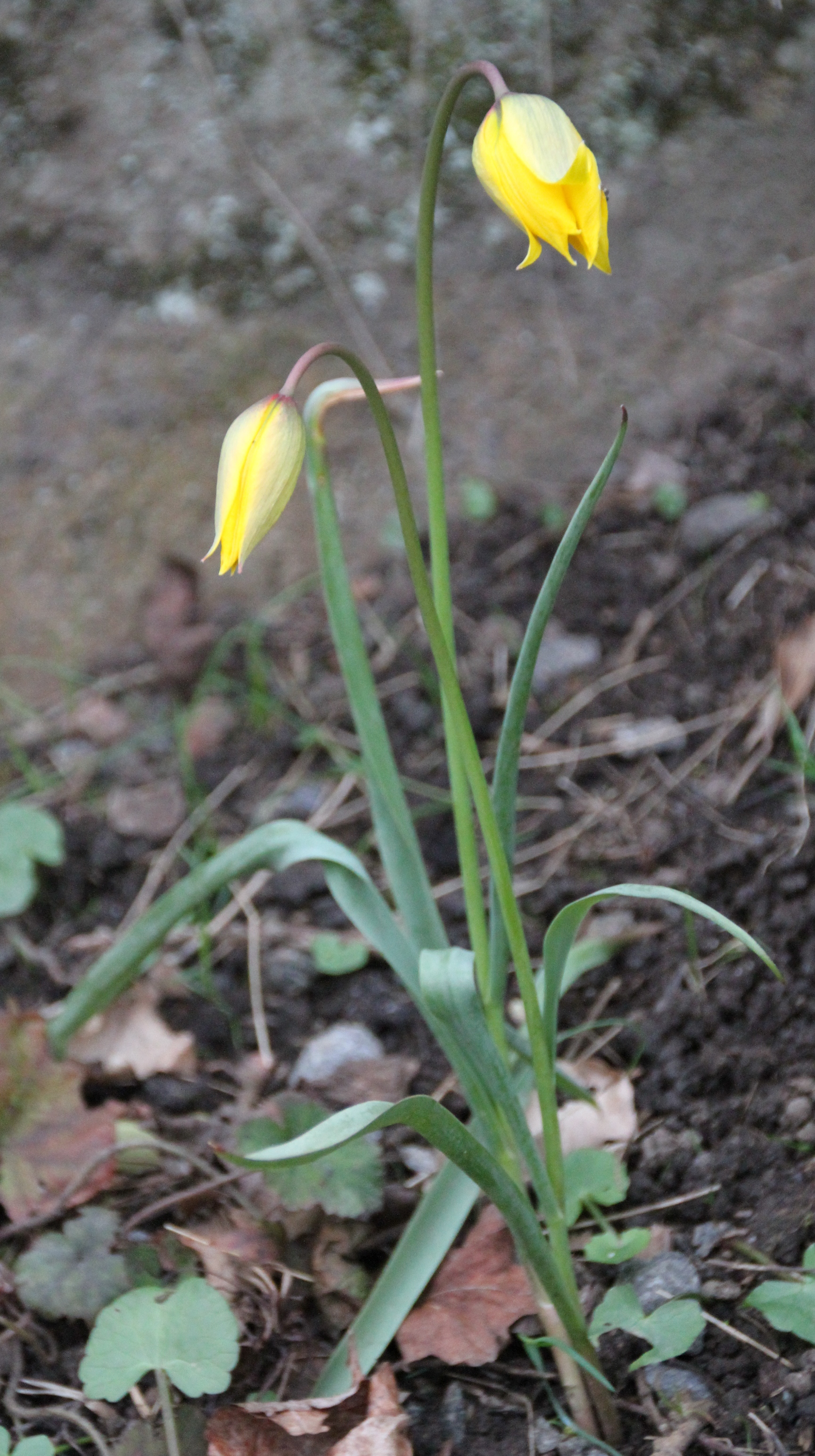
Pokrój

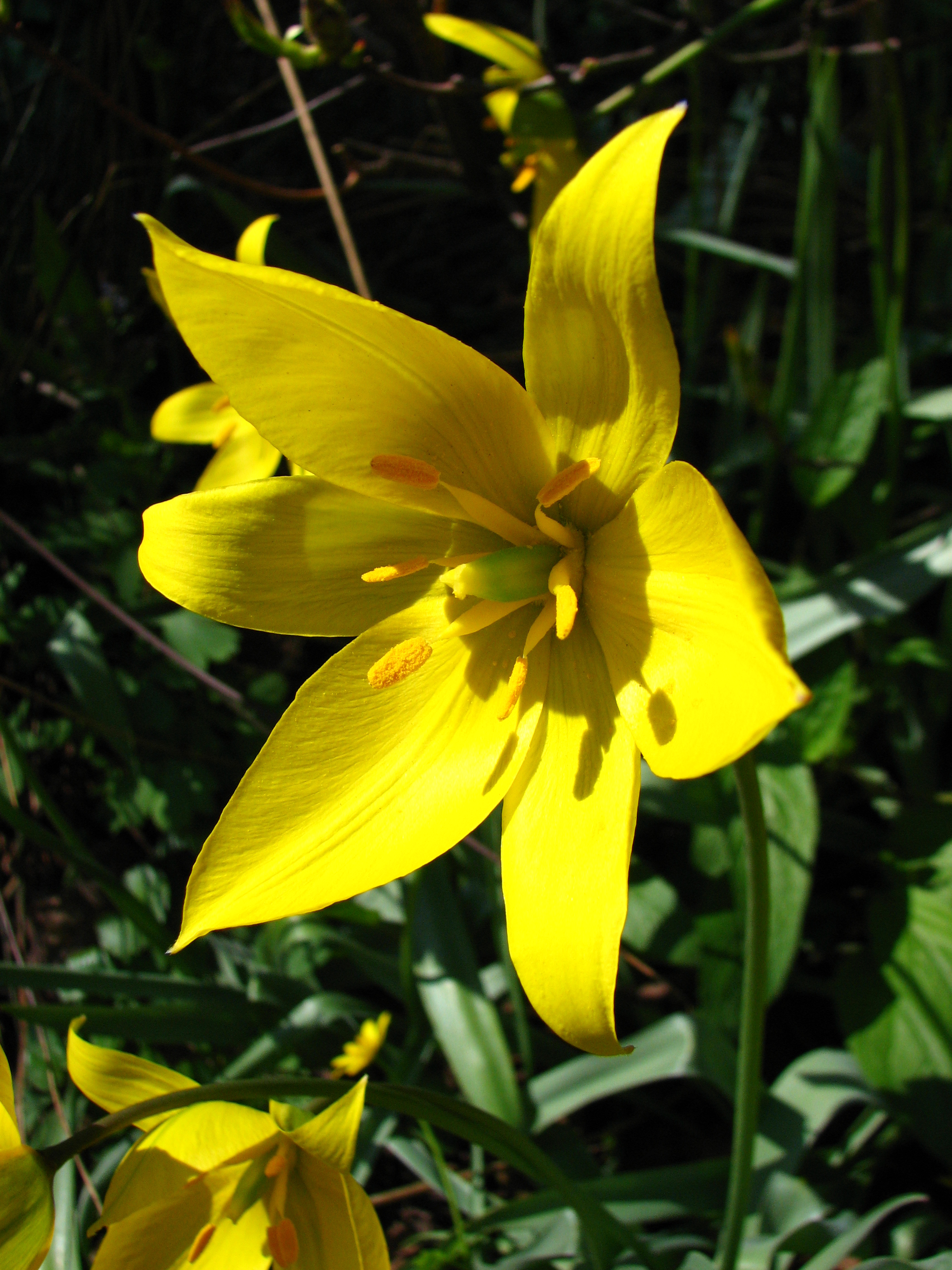
Kwiaty

Cebula

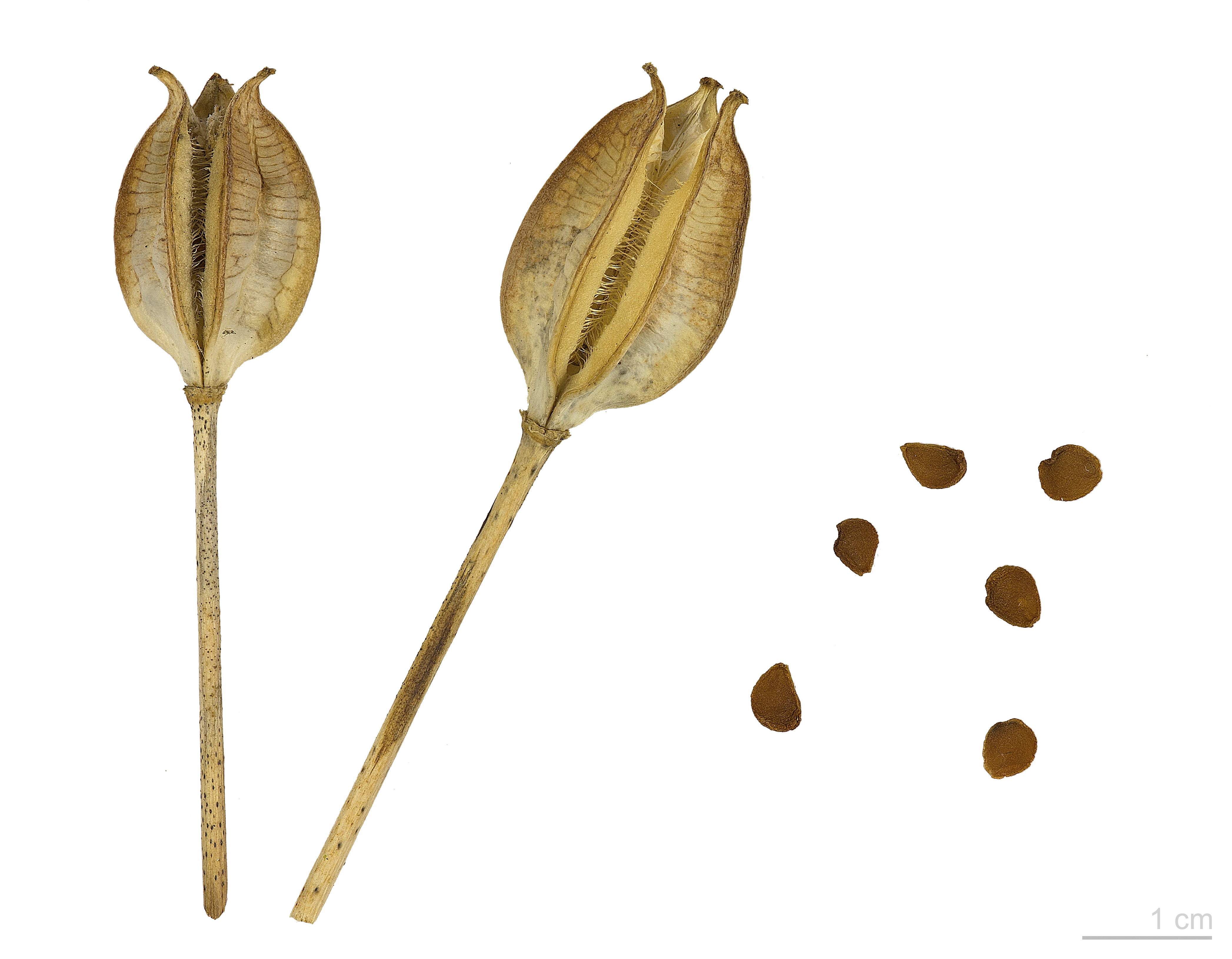
Tulipa sylvestris

PokrójŁodyga wzniesiona, wysokość od 30 do 60 cm.
Liścieniebieskozielone, wąsko lancetowate lub równowąskie, po 3 lub 4 o długości 15–30 cm i szerokości 1–2 cm.
Kwiatyjasnożółte z zewnątrz zielonkawe lub czerwonawe, w czasie słonecznej pogody szeroko otwarte. Kwitnie od kwietnia do maja.